# Teenage Mutant Ninja Turtles (2014)
Teenage Mutant Ninja Turtles (bra: As Tartarugas Ninja; prt: Tartarugas Ninja: Heróis Mutantes) é um filme americano de comédia de ação e ficção científica, lançado em 2014 como um reboot da série de filmes das Tartarugas Ninja. O filme é dirigido por Jonathan Liebesman e estrelado por Megan Fox, Will Arnett, William Fichtner, Tohoru Masamune, Whoopi Goldberg, Alan Ritchson, Noel Fisher, Jeremy Howard, Johnny Knoxville / Pete Ploszek e Tony Shalhoub / Danny Woodburn.
O filme foi anunciado pouco antes de Peter Laird vender os direitos da franquia para a Nickelodeon em 2009. Foi produzido pela Nickelodeon Movies e Platinum Dunes, companhia de Michael Bay e foi também distribuído pela Paramount Pictures.
Seu lançamento ocorreu em 8 de agosto de 2014 nos Estados Unidos, uma semana antes de estrear no Brasil (14 de agosto). A Paramount Pictures aproveitou o sucesso da estreia para anunciar a sequência do filme, Teenage Mutant Ninja Turtles: Out of the Shadows (3 de junho de 2016).

## Enredo
April O'Neil é uma repórter do Canal 6 de notícias em Nova York, que vem pesquisando uma gangue chamada Clã do Pé, que tem aterrorizado a cidade. Ela questiona um estivador sobre os produtos químicos que podem estar ligados ao Clã e mais tarde naquela noite, retorna e testemunha uma das ações do Clã.
Um dos próximos ataques do Clã do Pé é a uma estação de metrô, mantendo reféns a fim de atrair os misteriosos justiceiros. April corre para a cena, na esperança de encontrar o justiceiro ou encontrar provas que confirmem sua existência, mas acaba ficando refém do Clã do Pé. No entanto, quatro figuras chegam e derrotam-no. April rastreia os justiceiros em um telhado e os fotografa, fazendo com que os justiceiros (as tartarugas mutantes humanoides Leonardo, Michelangelo, Donatello e Raphael) a notem e a obriguem a lhes dar a câmera.
Ao voltar para seu covil, os esgotos, as tartarugas são surpreendidas por seu mestre, Splinter. Splinter os repreende por irem lá fora na cidade. Ele dá um tapa em seus rostos e em seguida os leva para o "hashi".
April corre para casa e abre uma caixa cheia de documentos, imagens, vídeos e, entre eles, um de julho de 1999, o "Projeto Renascença", que envolvia seu pai, já falecido, o Dr. O'Neil. Ela percebe que as tartarugas de quem ela cuidou no laboratório de seu pai 15 anos antes se parecem com as  Tartarugas Ninja. Recordando que seu pai desenvolvia um agente mutagênico, ela finalmente percebe que as Tartarugas Ninja são as tartarugas do laboratório de seu pai, a quem ela salvou.
Incapaz de convencer Bernadette,a sua chefe,de que as tartarugas são reais, April é demitida do Canal 6. April tenta dizer ao cameraman Vern Fenwick sobre elas, mas também não convence-o. Ele concorda em levá-la para a casa de um ex-sócio de seu pai, um famoso cientista da Sacks Industries. April conta a ele sobre as Tartarugas Ninja, mostrando-lhe a foto. Sacks explica o "Projeto Renascença": ele e seu pai estavam cultivando o mutagênico por suas propriedades curativas. Sacks teoriza que, quando o laboratório foi destruído, o mutagênico deve ter feito com que as tartarugas se transformassem em humanóides.
Enquanto isso, nos esgotos, as tartarugas estão no "hashi" (que é uma área localizada no esgoto onde as tartarugas devem ficar em posições de tortura, até que façam o que Mestre Splinter diz), onde mantêm o silêncio sobre onde haviam estado naquela noite. Splinter então, eventualmente, usa uma pizza de 99 queijos para forçar Michelangelo a revelar a verdade: que April os havia descoberto. Isto levou Splinter a mandá-los atrás de April e trazê-la para seu covil, já que, desde que entrou em contato com as Tartarugas, ela se encontra em grande perigo.
As Tartarugas encontram April e vendam-na para que ela não saiba a localização do covil. Eles a levam para Splinter, que explica como ela salvou suas vidas anos antes, quando os resgatou do fogo e os lançou para os esgotos. Como as Tartarugas e Splinter cresceram e se tornaram inteligentes ao longo dos últimos 15 anos, ele começou a ensiná-las como se defender na arte de ninjitsu, usando um livro de artes marciais que ele havia encontrado no esgoto. 
Enquanto isso, Sacks retransmite as informações dadas por April para o Destruidor. Destruidor e Sacks planejam espalhar um vírus mortal em toda a Nova York causando uma quarentena, a fim de assumir o controle oferecendo o mutagênico como uma cura. O Destruidor precisa das Tartarugas para extrair o mutagênico de seu sangue. Depois que o vírus está espalhado por toda Nova York, Sacks planeja vender o antídoto mutagênico, gerando um lucro enorme e tornando-o ainda mais rico
O Clã do Pé, acompanhado por Destruidor, encontra Splinter e as Tartarugas nos esgotos e uma batalha começa. Eles estão sobrecarregados e Destruidor captura Leo, Donnie e Mikey e deixa Splinter gravemente ferido. Raphael se esconde do ataque e não é capturado. Splinter instrui Raphael e April a salvar as outras três tartarugas. April chama Vern para lhes dar uma carona até o laboratório, onde as outras três Tartarugas estão presas.
Quando eles chegam, April libera as Tartarugas, que se a juntam a Raphael na luta contra o Destruidor, mas o Destruidor escapa. April, as Tartarugas e Vern escapam descendo uma montanha de neve, onde o Clã do Pé as persegue, mas conseguem fugir.
As Tartarugas planejam atacar Destruidor no último piso do edifício Sacks antes que ele libere a toxina. Sack revela a April que matou seu pai para incendiar o laboratório. Sacks é nocauteado por Vern com um microscópio. April encontra o mutagênico. Com a ajuda de April, as Tartarugas finalmente derrotam Destruidor, que cai do telhado. É possível que Destruidor tenha sobrevivido à queda, pois seus dedos e braço esquerdo se movem, o que pode significar que o mutagênico na lata o salvou depois da queda. 
Alguns dias depois, Vern tenta impressionar April com um Ford Crown Victoria Police Interceptor. Ele falha quando as Tartarugas chegam com um veículo próprio e, acidentalmente, explodem seu carro novo com um RPG. As Tartarugas, então, oferecem a April uma carona para casa, mas ela gentilmente recusa. 
O filme termina com uma serenata de Mikey a April, com Happy Together, uma canção de amor interpretada pela banda de rock dos anos 60, The Turtles.

## Elenco
|                                                       |  |  |
| Megan e Will num evento especial em Sydney (7/09/14). |  |  |

### Atoreslive-action
- Megan Fox - April O'Neil
  - Malina Weissman -  April O'Neil (criança)
- Will Arnett - Vernon Fenwick
- William Fichtner - Eric Sacks
- Tohoru Masamune - Oroku Saki / Destruidor
- Whoopi Goldberg - Bernadette Thompson
- Minae Noji - Karai
- Abby Elliott - Taylor
- Taran Killam - McNaughton
- K. Todd Freeman - Dr. Baxter Stockman
- Paul Fitzgerald - Dr. O'Neil
- Derek Mears - Dojo Ninja

## Sequência
Tartarugas ninjas  terá uma sequência, como foi anunciado pela Paramount, chamada de Teenage Mutant Ninja Turtles: Out of the Shadows. A data de estréia foi no dia 16 de Junho de 2016.